# Премія Американського інституту кіномистецтва (2011)
11 грудня 2011 року Американський інститут кіномистецтва оголосив 10 найкращих фільмів та 10 найкращих телевізійних програм за 2011 рік. Спеціальні нагороди отримав німий французький фільм «Артист» і кіносерія про Гаррі Поттера. Найкращих обирало журі з експертів інституту, до якого увійшли кінознавці, критики та артисти. Урочиста церемонія відбулась 13 січня 2012 року в Лос-Анджелесі.

## 10 найкращих фільмів
- Бойовий кінь / War Horse
- Дж. Едгар / J. Edgar
- Дівчина з тату дракона / The Girl with the Dragon Tattoo
- Древо життя / The Tree of Life
- Людина, яка змінила все / Moneyball
- Нащадки / The Descendants
- Опівночі в Парижі / Midnight in Paris
- Подружки нареченої / Bridesmaids
- Прислуга / The Help
- Хранитель часу / Hugo

## 10 найкращих телевізійних програм
- Американська сімейка / Modern Family
- Батьківщина / Homeland
- Гарна дружина / The Good Wife
- Гра престолів / Game of Thrones
- Луї / Louie
- Парки та зони відпочинку / Parks and Recreation
- Підпільна імперія / Boardwalk Empire
- Правосуддя / Justified
- Пуститися берега / Breaking Bad
- Стримай свій ентузіазм / Curb Your Enthusiasm

## Спеціальна нагорода
- Артист / The Artist
- Серія фільмів про Гаррі Поттера / Harry Potter